# Hear Me Now
Hear Me Now es el tercer álbum del proyecto solista de Secondhand Serenade. Su lanzamiento fue el 3 de agosto de 2010 en Glassnote.

## Listas de canciones
1. "Distance" – 3:56
2. "Something More" – 3:24
3. "Stay Away" – 2:47
4. "You & I" – 3:37
5. "Is There Anybody Out There?" – 3:42
6. "Reach for the Sky" – 3:21
7. "Only Hope" – 3:44
8. "So Long" – 2:59
9. "World Turns" – 3:42
10. "Nightmares" – 4:03
11. "Hear Me Now" – 5:24